# Marc Lamuà Estañol
Marc Lamuà Estañol (Castillo de Aro, 19 de mayo de 1980) es un político español, miembro del Partido de los Socialistas de Cataluña y diputado en el Congreso en las XI, XII, XIII, XIV y XV  legislaturas.

## Biografía
Sus padres son maestros de escuela y su bisabuelo fue encarcelado durante el franquismo por haber trabajado con Carles Rahola. Se licenció en Historia por la Universidad de Gerona en 2003, y en Historia del Arte en 2006. En 2011 se doctoró en arqueología por la Universidad Rovira i Virgili con la tesis Equid iis videretur mimum vitae commode transegisse? sobre la iconografía del Foro de Augusto en Roma y la simbología del poder y el culto imperial.
Es primer secretario de la Federación del PSC en las comarcas de Gerona y fue elegido diputado por Gerona en las elecciones de 2015 y 2016. Fue uno de los quince diputados que votaron 'no' en la segunda sesión de investidura de Mariano Rajoy para la decimosegunda legislatura del Gobierno de España el 29 de octubre de 2016.